# دنیس میلار
دنیس میلار (اسپانیایی: Denís Milar‎؛ زادهٔ ۲۰ ژوئن ۱۹۵۲) بازیکن فوتبال اهل اروگوئه بود.
از باشگاه‌هایی که در آن بازی کرده‌است می‌توان به باشگاه فوتبال ناسیونال (اروگوئه)، باشگاه فوتبال لیورپول (مونته‌ویدئو)، و باشگاه فوتبال گرانادا اشاره کرد.
وی همچنین در تیم ملی فوتبال اروگوئه بازی کرده‌است.